# Gerrit Piek (politicus)
Gerrit Piek (Bredevoort, 23 oktober 1952) is een Nederlands politicus.
Van 1998 tot 2007 was hij wethouder in Assen. In aanloop naar de gemeenteraadsverkiezingen van 2006 kwam hij onder vuur te liggen vanwege de affaire 'Guldenaar'. Onder het pseudoniem George Guldenaar liet hij een artikel publiceren waarin de vloer werd aangeveegd met de Asser collegepartij PLOP.
In december 2007 werd hij wethouder in Zwolle. Hij volgde hier Emmy Witbraad op, die moest aftreden vanwege meerdere affaires. Na de gemeenteraadsverkiezingen van 2014 stopte Piek.
Gerrit Piek is getrouwd en heeft drie dochters.